# Нуцу, Даньела
Даньела Нуцу (Тересченко; 8 июня 1957, Тимишоара) — австралийская, шахматистка, гроссмейстер (1986) среди женщин. Тренер ФИДЕ (2007).
В составе команды Румынии участница 7-и Олимпиад (1978—1986, 1992—1994); абсолютно лучший результат на 3-й доске — 11 очков из 12 (1982). Успешно выступила на межзонональном турнире в Гаване (1985) — 3—5-е места (с Н. Иоселиани и П. Крамлинг; в дополнительном матч-турнире за выход в турнир претенденток — 3-е место).
Лучшие результаты в других международных соревнованиях: Пловдив (1979) — 1-е; Белград (1981) — 3—5-е: Бад-Киссинген (1981) — 1—2-е; Бэиле-Еркулане (1982) — 1—2-е, 1983 — 3—4-е, 1986 — 1—2-е; Будапешт (1982) — 3—4-е; Афины (1983) — 1-е; Москва (1984) и Биль (1986) — 3-е; Гавана (1986) — 2—3-е; Белград (1987) — 6-е места.

## Изменения рейтинга
| Графики недоступны из-за технических проблем. См. информацию на Фабрикаторе и на mediawiki.org. |